# GEANT
GÉANT — образовательный проект мульти-гигабитной интернет сети, соединяющий в себе более 3500 образовательных учреждения в Европе (более 30 стран). Кроме образовательных нужд, сеть GÉANT предоставляет услуги IP Quality of Service QoS, Multicast, виртуальной частной сети. Скорость передачи данных от 1 до 12 гигабит в секунду.